# Смит, Генри (легкоатлет)
Генри Смит (англ. Henry Smith, 16 марта 1955, Веллингтон — 14 марта 2020, Титахи-Бэй, Веллингтон) — самоанский легкоатлет, выступавший в метании диска и толкании ядра. Участник летних Олимпийских игр 1984 и 1988 годов, чемпион и серебряный призёр Южнотихоокеанских игр 1983 года, серебряный и бронзовый призёр Южнотихоокеанских игр 1979 года.

## Биография
Генри Смит родился 16 марта 1955 года.
15 раз становился чемпионом Новой Зеландии по лёгкой атлетике — пять раз в метании диска (1984, 1986—1988, 1993), десять раз в толкании ядра (1978—1981, 1983—1986, 1988, 1993).
Завоевал четыре медали Южнотихоокеанских игр. В 1979 году в Суве стал серебряным призёром в толкании ядра (15,94 метра) и бронзовым в метании диска (48,14 метра). В 1983 году в Апиа выиграл золото в метании диска (49,56) и серебро в толкании ядра (16,64).
В 1984 году вошёл в состав сборной Западного Самоа на летних Олимпийских играх в Лос-Анджелесе. В толкании ядра занял последнее, 19-е место в квалификации, показав результат 16,09 и уступив 2,89 метра худшему из попавших в финал Карстену Штольцу из ФРГ. В метании диска занял предпоследнее, 17-е место в квалификации, показав результат 51,90 и уступив 8,86 метра худшему из попавших в финал Марко Мартино из Италии.
В 1988 году вошёл в состав сборной Западного Самоа на летних Олимпийских играх в Сеуле. В метании диска занял предпоследнее, 25-е место в квалификации, показав результат 49,40 и уступив 12,54 метра худшему из попавших в финал Имриху Бугару из Чехословакии. Был знаменосцем сборной Самоа на церемонии открытия Олимпиады.
По окончании выступлений работал спортивным функционером, был муниципальным политиком.
Умер 14 марта 2020 года в новозеландском пригороде Титахи-Бэй. Похоронен на кладбище Венуа Тапу в Пекеруа-Бэй.

## Личные рекорды
- Метание диска — 56,60 (1986)[1]
- Толкание ядра — 17,16 (1981)[1]

## Семья
У Генри Смита было 11 братьев и сестёр. Был женат на Сью Леки-Смит.